# Kom (Julie Maria)
Kom è il quinto album in studio della cantante danese Julie Maria, pubblicato il 29 ottobre 2012 su etichetta discografica Playground Music Scandinavia.

## Tracce
1. Kom – 5:05
2. Beat – 3:34
3. Berlin, Berlin – 4:15
4. Op ad gaden ned igen – 4:48
5. Gå alene – 4:15
6. 16 minutter over midnat – 3:21
7. Harmonikamanden – 0:35
8. Ude af mig selv – 3:22
9. Sanseløs – 3:58
10. Frihed – 3:28
11. Døren står åben – 3:29
12. Gråvejr – 2:23

## Classifiche
| Classifica (2012) | Posizione massima |
| ----------------- | ----------------- |
| Danimarca         | 32                |